# Fotograferingsförbud

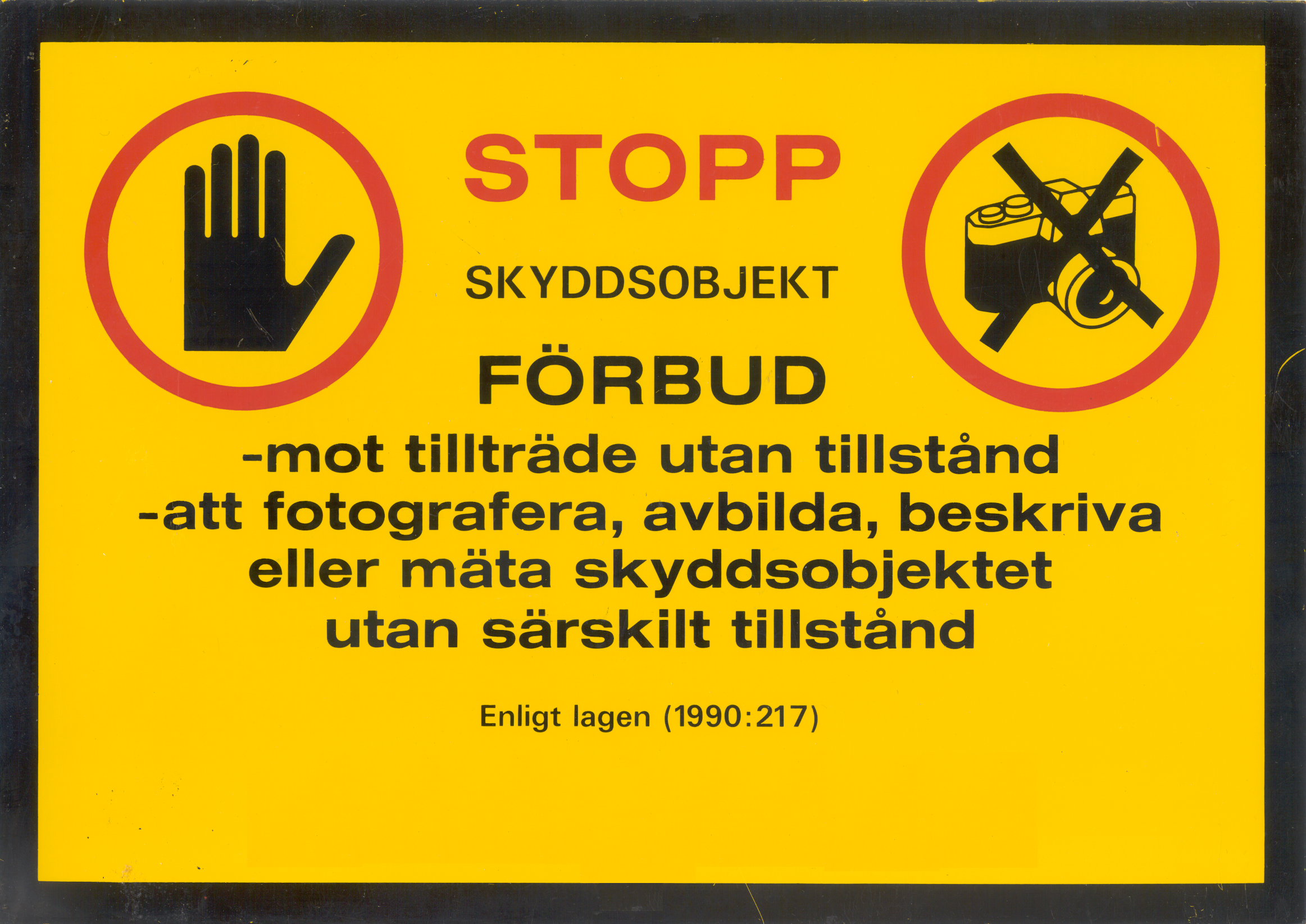
Förbudsskylt vid skyddsobjekt

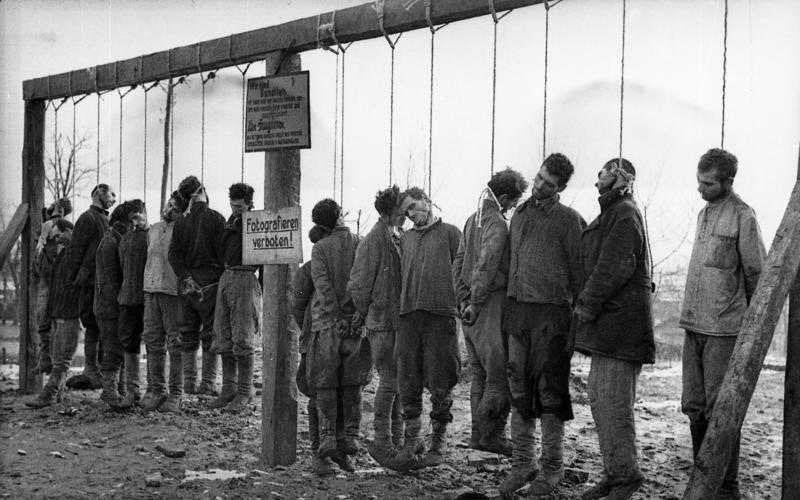
Hängning av ryska partisaner under andra världskriget. Fotografen har trotsat skylten om fotograferingsförbud.

Fotograferingsförbud är ett förbud mot att fotografera en viss plats, ett visst föremål eller en viss händelse, eller att medföra kamerautrustning dit.[källa behövs]. Förbudet kan i vissa fall, såsom beträffande skyddsobjekt, vara styrkt i straffrätten, och i så fall är det ett brott att fotografera.
Fotograferingsförbud kan också vara en klausul i ett skriftligt eller muntligt civilrättsligt avtal, mellan den som besöker en plats eller ett evenemang, och den som står värd för besöket.

## Argument för fotograferingsförbud
Det finns olika argument för fotograferingsförbud:
- Hot mot rikets säkerhet. Vissa objekt kan klassificeras som skyddsobjekt och omgärdas av fotograferingsförbud för att försvåra spionage.
- Personlig integritet. Att fotografera personer som är nakna eller befinner sig i en intim situation kan vara förbjudet.[1] Paparazzibilder på kändisar kan i vissa fall vara förbjudna av denna anledning. Det kan vara förbjudet att fotografera i vallokaler för att skydda valhemligheten.
- Kommersiella skäl. Ägaren eller upphovsmannen till ett konstverk eller ett scenframträdande kan vilja försvåra reproduktioner av ett objekt eller händelse. Ägaren av en industri kan vilja skydda sig från industrispionage.
- Politiska skäl. Politiska makthavare kan vilja hindra för dessa oförmånlig information att spridas.
- Praktiska skäl. Det kan vara specifikt förbjudet att fotografera med stativ, eftersom stativ kan anses utgöra hinder för andra människor på platsen. Fotografering med blixt kan vara förbjudet på grund av det kan anses att blixtljus skadar konstverk, eller på grund av att sådan fotografering är särskilt störande.

## Fotograferingsförbud i Sverige
I Sverige är det enligt lag förbjudet att fotografera skyddsobjekt med avbildningsförbud, vilka oftast är skyltade om att fotoförbud gäller, samt förhandlingar i domstol. För publicering i grundlagsskyddade medier trumfar enligt högsta domstolen tryckfrihetsförordningen och yttrandefrihetsgrundlagen den nyare skyddslagen, vilket gör det svårare att upprätthålla avbildningsförbud. 
En fastighetsägare, eller den som i övrigt disponerar lokalen, har rätt att avgöra vem som har rätt att fotografera i lokalen och har rätt att avvisa den som bryter mot ett förbud. När det gäller butiker med fri inpassering kan en butiksägare inte porta folk enligt en dom från 1995 från högsta domstolen.
Sedan 2012 finns ett förbud mot integritetskränkande fotografering i Brottsbalken 4.kap 6 § avseende foton på personer, vilka tagits i privata eller intima miljöer såsom bostad, sovrum, badrum, omklädningsrum, bastu, toaletter och liknande. Enligt personuppgiftslagen 33 § kan en bild som publiceras på Internet räknas som personuppgift och får således inte kränka personens integritet
. 

## Panoramafrihet
Se vidare artikeln Panoramafrihet

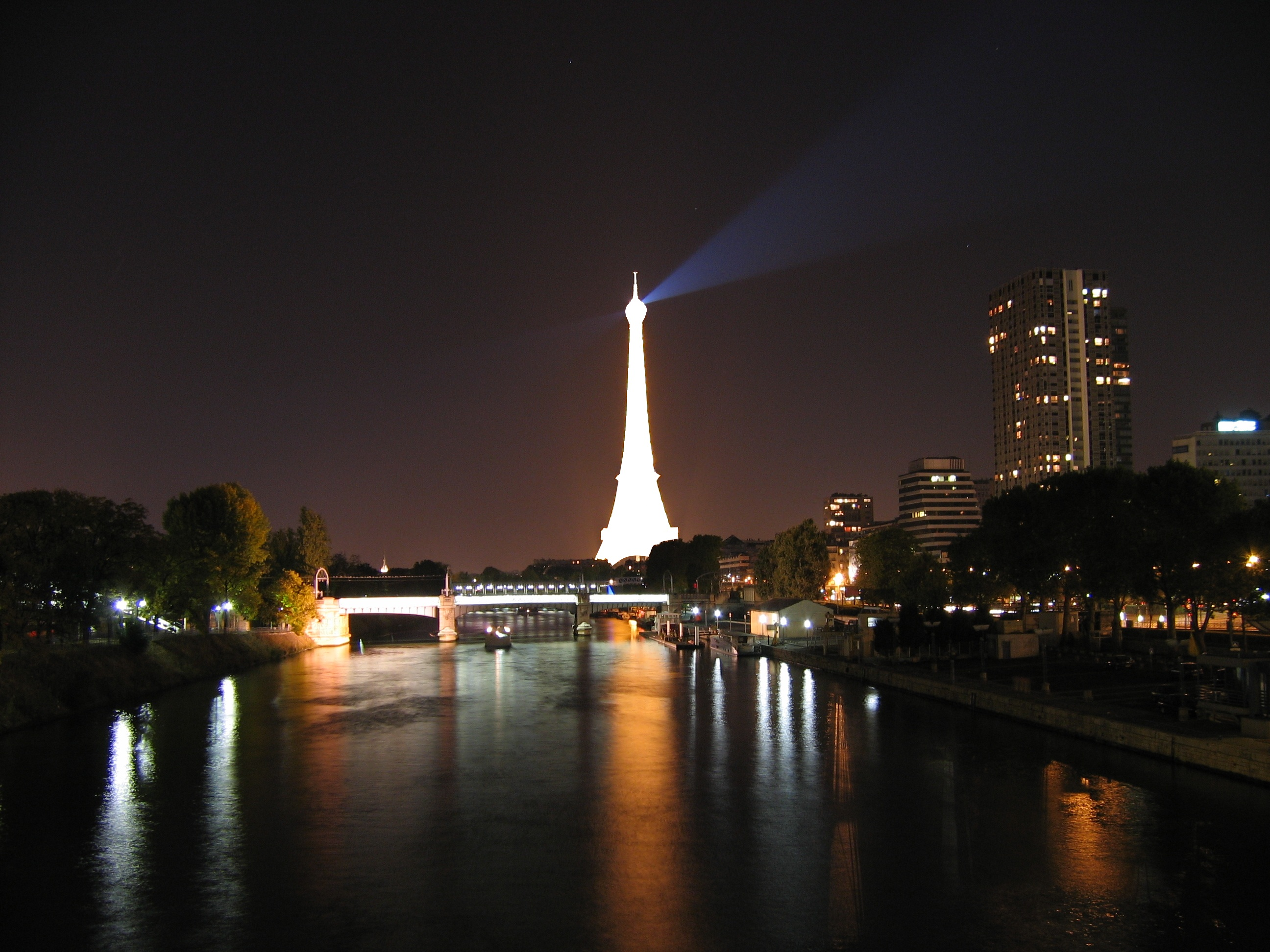
Eiffeltornets nattbelysning installerades 1989 och anses av upphovsmannen till ljussättningen ha konstnärlig kvalitet och vara skyddad av copyright. Avbildning under dagtid är okontroversiell.

Panoramafrihet är ett begrepp som används beträffande rätt att göra avbildningar av byggnader och konstverk på allmän plats. Regler om sådan rätt skiljer sig mellan olika länder, även mellan länder inom Europeiska Unionen.
I en del länder, såsom Frankrike och Italien, har arkitekten till en byggnad copyright på byggnadens arkitektur och även copyright på foton som avbildar byggnaden.
Detta gäller både kommersiell och icke-kommersiell publicering, dock inte rent personlig användning. I till exempel Ryssland gäller copyrighten endast kommersiell publicering. Åtminstone i Italien gäller att privatpersoner inte får publicera foton av upphovsrättsskyddade byggnader på Internet. I Sverige gäller full frihet att använda foton på byggnader och annat på allmän plats utom skyddsobjekt.

## Publiceringsförbud
Fotograferingsförbud ska hållas isär från förbud att sprida bild. Det är i många sammanhang tillåtet att fotografera, samtidigt som det kan vara otillåtet att publicera bild utan särskilt tillstånd.
Således råder i Sverige inget hinder att fotografera från luften, men för publicering av bild måste för varje bild tillstånd ges av Lantmäteriet. 
På samma sätt råder inget förbud att fotografera copyrightskyddade objekt, såsom copyrightskyddade bildkonstverk eller texter, samtidigt som spridning av sådana bilder är otillåtna.